# Clermont (Landes)
Clermont (okzitanisch Clarmont) ist eine französische Gemeinde mit 742 Einwohnern (Stand: 1. Januar 2022) im Département Landes in der Region Nouvelle-Aquitaine (vor 2016 Aquitaine). Sie gehört zum Kanton Coteau de Chalosse im Arrondissement Dax. Die Einwohner werden Clermontois genannt.

## Geografie
Die Gemeinde Clermont liegt in der Landschaft Chalosse, etwa zehn Kilometer südöstlich von Dax. Der Luy begrenzt die Gemeinde im Nordosten. Umgeben wird Clermont von den Nachbargemeinden Sort-en-Chalosse im Nordwesten und Norden, Garrey im Norden, Ozourt im Osten, Pomarez im Südosten, Estibeaux im Süden sowie Mimbaste im Westen.

## Bevölkerung
| Jahr                       | 1962 | 1968 | 1975 | 1982 | 1990 | 1999 | 2010 | 2021 |
| -------------------------- | ---- | ---- | ---- | ---- | ---- | ---- | ---- | ---- |
| Einwohner                  | 506  | 485  | 508  | 533  | 594  | 646  | 810  | 749  |
| Quellen: Cassini und INSEE |      |      |      |      |      |      |      |      |

## Sehenswürdigkeiten
- Kirche Sainte-Madeleine